# Regeringen Lars Løkke Rasmussen III
Regeringen Lars Løkke Rasmussen III var Danmarks regering fra 28. november 2016 til 27. juni 2019, bestående af partierne Venstre, Liberal Alliance og Det Konservative Folkeparti. Regeringen omtales normalt som VLAK-regeringen. Regeringen efterfulgte regeringen Lars Løkke Rasmussen II, der trådte til efter regeringen Helle Thorning-Schmidt II's afgang som følge af folketingsvalget den 18. juni 2015. Det var første og indtil videre eneste gang, Liberal Alliance var i regering.
Regeringen afløste den rene Venstre-regering, der havde siddet i godt et år, ud fra et ønske ikke mindst hos Lars Løkke Rasmussen om at få et stærkere regeringsmandat. Da VLAK-regeringen blev dannet, forudså mange, at den ville få store udfordringer med at opnå enighed med sit støtteparti Dansk Folkeparti, især om skatte- og udlændingepolitikken. Regeringen viste sig dog at være stabil, da den undervejs tilpassede sine ambitioner, og på trods af en række valgrygter undervejs udskrev statsministeren først valg ved den fireårige valgperiodes udløb i juni 2019.
I løbet af regeringsperioden blev der blandt andet gennemført skatteændringer, der gjorde det mere fordelagtigt at spare op til pension, flere stramninger i udlændingepolitikken, en ny energiaftale med bred tilslutning fra hele Folketinget samt et forsvarsforlig, der forøgede udgifterne til forsvaret. 
De forskellige uenigheder blandt regeringspartierne indbyrdes og i forhold til støttepartiet Dansk Folkeparti gjorde dog, at regeringen på flere områder havde svært ved at fremlægge og få vedtaget en sammenhængende politik.
Regeringen og dens støtteparti tabte folketingsvalget 5. juni 2019 og blev derefter afløst af en socialdemokratisk etpartiregering under Mette Frederiksen.

## Dannelse
Statsminister Lars Løkke Rasmussen meddelte i sin landsmødetale ved Venstres landsmøde i Herning lørdag den 19. november 2016, at han agtede at invitere partilederne for Liberal Alliance, Anders Samuelsen, og Det Konservative Folkeparti, Søren Pape Poulsen, til regeringsforhandlinger på Marienborg mandag den 21. november 2016. Løkke Rasmussen udtalte, at han ønskede et forstærket mandat i kontrast til den daværende rene Venstre-regering, der blot havde 34 mandater bag sig. De tre partier havde dog ikke et flertal i Folketinget, men måtte søge flertal for deres lovforslag hos Dansk Folkeparti.
Efter en uges forhandlinger kunne Lars Løkke Rasmussen den 28. november 2016 præsentere sin nye regering på Amalienborg. Regeringen omtalte sig selv som en trekløverregering, og grundlaget for dens arbejde var et nyt regeringsgrundlag, der var blevet forhandlet under samtalerne på Marienborg og fik titlen "For et friere, rigere og mere trygt Danmark". Programmet indeholdt blandt andet ambitioner om lempelser af topskatten, omlægning af SU'en og udflytning af statslige arbejdspladser. 

## Initiativer

### Økonomisk politik
I regeringsgrundlaget fremhævede regeringen, at den ville arbejde for, at de offentlige udgifter skulle udgøre en mindre andel af samfundsøkonomien, og at skattetrykket skulle falde strukturelt. Regeringens økonomiske planer blev uddybet, da den i maj 2017 fremlagde en revideret 2025-plan med titlen "Vækst og Velstand 2025". 2025-planen indebar ambitioner om at forøge beskæftigelsen med ca. 60.000 personer og BNP-væksten fra ca. 1½ til 2 % årligt frem mod 2025. Planen var en opdatering af den foregående plan, som den foregående rene Venstreregering havde fremlagt i august 2016. I den reviderede plan lagde regeringen op til skattelettelser, blandt andet finansieret af en beskeden realvækst i det offentlige forbrug på 0,3 % om året i alle årene frem mod 2025.
Regeringen indgik sine tre finanslove med sit parlamentariske grundlag Dansk Folkeparti. Finansloven for 2018 kom til efter langstrakte forhandlinger, der blev afsluttet i december 2017. Indtil få dage før tredjebehandlingen truede regeringspartiet Liberal Alliance således med at stemme imod sit eget finanslovsforslag. Finansloven indebar blandt andet afsættelsen af 5½ mia. kr. til at genopbygge skattevæsenet, hovedsagelig ved at forbedre kontrolindsatsen, og 1,3 mia. kr. mere til politiet over de næste år. Herunder blev politiets rytteri genoprettet. Finanslovsaftalen for 2019 blev indgået den 30. november 2018, ligeledes med Dansk Folkeparti. Den indebar, at den hidtidige finansiering af satspuljemidlerne ved en mindreregulering af overførselsindkomsterne blev ændret. Fremover skulle pensionsoverførsler følge lønudviklingen, mens andre indkomstoverførsler som hidtil stiger med 0,3 pct.point mindre end lønudviklingen. De 0,3 procentpoint indsættes fremover i stedet på en obligatorisk pensionsopsparing. Derudover blev aftrapningen af folkepension for beskæftigede reduceret. Finansloven indebar også en beslutning om at etablere Udrejsecenter Lindholm.
I marts 2017 blev indgået en ny Nordsøaftale, hvor A.P. Møller - Mærsk betalte for genopbygningen af et synkende gasfelt mod til gengæld at få forskellige skattebegunstigelser.
I maj 2017 indgik regeringen et bredt forlig med Socialdemokratiet, Dansk Folkeparti og Radikale Venstre om den fremtidige boligbeskatning. Forliget  var en opfølgning på forliget året før om et nyt system for ejendomsvurderinger. Ifølge forliget skulle såvel ejendomsværdiskatten som grundskylden fra og med 2021 reformeres med nye satser og vurderingsgrundlag. Skattestoppets nominalprincip skulle ophæves fra dette år, og satsen for ejendomsværdiskatten fastsættes, så den reelle beskatning for huse af samme værdi blev ensartet for hele landet. Samtidig indebar aftalen en mulighed for, at boligejere fremover kunne få indefrosset deres boligskattebetalinger, så de først skulle betales (inklusive renter) ved boligens salg.
I juni 2017 indgik regeringen en aftale med Dansk Folkeparti om justering af reglerne for pensionsopsparing. Hensigten var at forbedre de erhvervsaktives tilskyndelse til at spare mere op til pensionen. Aftalen ændrede blandt andet på grænserne for indbetaling til aldersopsparingsordningen.
I september 2017 blev indgået en aftale med Dansk Folkeparti om bil-, bro- og vejafgifter, der reducerede registreringsafgiften til 85 % indtil et beløb på 185.000 kr. og 150 % derover. Broafgiften over Storebælt blev reduceret med en fjerdedel, og det blev aftalt, at den vestfynske motorvej skulle gøres tresporet. Aftalen blev finansieret dels via en besparelse fra indførelsen af et tidligere aftalt kontanthjælpsloft og dels ved indførelse af periodebaserede vejafgifter.
I februar 2018 indgik regeringen aftale om ændringer i indkomstskattesystemet med Dansk Folkeparti. Der blev indført et nyt jobfradrag på 4½ pct. af arbejdsindkomster over 187.500 kr. om året og et nyt skattefradrag for pensionsindbetalinger op til 70.000 kr. Fradraget var på 12 % for skatteydere med mere end 15 år til folkepensionsalderen og på 32 % for personer med mindre end 15 år inden pensionsalderen. Endelig blev grundlaget for beskæftigelsesfradraget udvidet med pensionsindbetalinger og det maksimale fradrag forøget med 1.000 kr. til 38.400 kr., mens bundskatten blev lempet med minimale 0,02 procentpoint. Skattereformen var oprindelig lagt stort op fra regeringens side, som forudsagde historisk store skattelettelser, men på grund af modstand fra Dansk Folkeparti endte den med mindre justeringer snarere end en egentlig reform. I alt indebar aftalen skattelettelser for 5 mia. kr., som først og fremmest var indrettet på at løse det såkaldte samspilsproblem for pensionsopsaring.
I maj 2019 indgik regeringen en aftale om tidlig tilbagetrækning sammen med Dansk Folkeparti og Radikale Venstre, der indførte den nye overførselsindkomst seniorpension for personer med nedsat arbejdsevne, der højst har seks år tilbage inden folkepensionsalderen. Ordningen erstattede den hidtidige seniorførtidspension. Socialdemokratiet og SF tiltrådte senere aftalen.

### Integrationspolitik
I regeringsgrundlaget bekendte regeringen sig til en fortsat stram udlændingepolitik og som modstander af ukontrolleret indvandring, men også til at byde de udlændinge velkomne, som "kommer med lyst, evner og appetit på at bidrage til vores land".
Udlændinge- og integrationspolitikken blev varetaget af minister Inger Støjberg, som blev kendt som regeringens mest kontroversielle minister. I februar 2017 modtog hun hård kritik fra Folketingets Ombudsmand for en ulovlig instruks om at have pålagt Udlændingestyrelsen at adskille mindreårige brude fra deres ældre ægtefæller, og det trak internationale overskrifter og skabte stor debat om hensigten med en integrationsminister, da hun i marts 2018 lagde et Facebook-opslag op, hvor hun fejrede integrationsstramning nr. 50 med en kage.
I statsministerens nytårstale 1. januar 2018 italesatte Løkke Rasmussen parallelsamfund i Danmark som et problem, og i marts 2018 fremlagde regeringen oplægget Ét Danmark uden parallelsamfund - ingen ghettoer i 2030. Oplægget, der blev omtalt som et ghettoudspil og en ghettopakke, indeholdt en række initiativer, der var specielt målrettet almene boligområder med mange indvandrere og efterkommere fra ikke-vestlige lande. Det gjaldt blandt andet indførelse af mulighed for nedrivning eller salg af nogle almene boligområder, styrket politiindsats og højere straffe i såkaldte skærpede strafzoner, obligatoriske dagtilbud til førskolebørn og målrettede sprogprøver i 0. klasse, en anderledes fordeling af elever på gymnasier og kriminalisering af genopdragelsesrejser. På baggrund heraf blev der i løbet af foråret indgået en række delaftaler om en række tiltag på området:
1. En aftale om finansieringen af den samlede indsats, der fandt sted ved at tage 10 mia. kr. fra Landsbyggefonden i perioden 2021-26, til blandt andet renoveringer og nedrivninger i udsatte boligområder (med Socialdemokratiet, Dansk Folkeparti, Radikale Venstre og Socialistisk Folkeparti)
2. En aftale med krav om, at de områder, der har stået på den daværende såkaldte ghettoliste i fire år i træk - de såkaldt hårdeste ghettoområder – skal nedbringe andelen af almene familieboliger til højst 40 procent inden 2030 (med Socialdemokratiet, Dansk Folkeparti og Socialistisk Folkeparti)
3. En aftale om forbud mod at flytte ind i de nævnte "hårdeste ghettoområder" for personer i kontanthjælpssystemet (med Socialdemokratiet, Dansk Folkeparti og Socialistisk Folkeparti)
4. En aftale om obligatorisk læringstilbud til 1-årige i udsatte boligområder og skærpet straf til ledere for pligtforsømmelser (med Socialdemokratiet og Dansk Folkeparti)
5. En aftale om bedre fordeling af børn i daginstitutioner (med Socialdemokratiet, Radikale Venstre og Socialistisk Folkeparti)
6. En aftale om sprogprøver i 0. klasse, styrket forældreansvar og sanktioner over for skoler med dårlige resultater (med Socialdemokratiet og Dansk Folkeparti)

Samtidig blev de såkaldte ghettokriterier, dvs. kriterierne for, hvilke boligområder der skulle optræde på den årlige liste, justeret, og inddelingen blev ændret, så man fremover opererede med de tre kategorier "udsatte områder", "ghettoområder" og "hårde ghettoområder".
I maj 2018 vedtog regeringen sammen med Socialdemokratiet og Dansk Folkeparti det såkaldte tildækningsforbud (kendt som burkaforbuddet), hvorefter beklædningsgenstande som for eksempel en niqab eller burka, der dækker ansigtet, blev ulovlige i det offentlige rum. Socialdemokraten Mette Gjerskov og de fleste menige medlemmer af Liberal Alliances folketingsgruppe stemte dog imod.
I juni 2018 indgik regeringen desuden en aftale med Socialdemokratiet og Dansk Folkeparti, der skærpede reglerne for at opnå dansk statsborgerskab. Den medførte, at en dom på mindst tre måneders ubetinget fængsel og enhver form for dom for bandekriminalitet fremover vil føre til permanent udelukkelse fra dansk statsborgerskab. Derudover blev der indført et skærpet selvforsørgelseskrav, så ansøgere fremover ikke må have modtaget offentlig forsørgelse inden for de seneste 2 år, og i de seneste 5 år ikke have modtaget offentlig forsørgelse i sammenlagt mere end 4 måneder. Fremover blev tildelingen af statsborgerskab også gjort betinget af, at ansøgerne skal deltage i en ceremoni, hvor de skriver under på at ville overholde grundloven, ligesom de ved ceremonien skal "udvise respekt for danske værdier og optræde respektfuldt over for repræsentanter fra myndighederne".
I februar 2019 vedtog regeringspartierne, Socialdemokratiet og Dansk Folkeparti det såkaldte paradigmeskift i udlændingepolitikken, hvorefter der skal være fokus på at sende flygtninge hjem i stedet for at integrere dem i det danske samfund.

### Udenrigs- og forsvarspolitik
I januar 2018 indgik regeringen et forsvarsforlig med Socialdemokratiet, Dansk Folkeparti og Radikale Venstre. Forliget var et seksårigt rammeforlig for perioden 2018-2023. Ifølge forliget skulle forsvaret i løbet af de seks år få flere operative enheder og soldater samt en mindre ledelsestung struktur. Bevillingerne skulle bringe forsvarets samlede udgifter op på 1,3 % af BNP i 2023. I januar 2019 blev aftalepartierne efter pres fra USA enige om at hæve budgettet med yderligere 4½ mia. kr. i 2023, hvilket ville bringe forsvarsudgifterne op på 1,5 % af BNP og dermed et skridt nærmere NATOs mål om, at alle medlemslandene bør bruge 2 % af BNP på forsvaret. De tre af de 4½ mia. kr. blev dog fundet ved at flytte eksisterende poster i statens budget rundt, så de modsat tidligere fremover blev klassificeret som forsvarsudgifter. Eksempelvis forventedes folkepension til tidligere ansatte i Forsvaret at udgøre 2,2 mia. kr. i 2023, som ifølge NATOs regler kan regnes med i et lands forsvarsudgifter.

### Andre tiltag
I januar 2018 offentliggjorde regeringen initiativet "Bedre Balance II", hvorefter en række statslige institutioner med tilsammen ca. 4.500 arbejdspladser, heriblandt Miljøstyrelsen, Energitilsynet, Dansk Sprognævn og sekretariatet for Det Centrale Handicapråd, blev flyttet fra hovedstaden til forskellige steder i provinsen, helt eller delvis.
I marts og juni 2018 blev der indgået to medieforlig med Dansk Folkeparti, der over en fireårig periode (fuldt indfaset i 2022) afskaffede medielicensen og erstattede den med en højere skattebetaling i form af et lavere personfradrag. Samtidig blev bevillingerne til DR aftalt reduceret med i alt 20 % over 2019-2023. Desuden blev digitale medier momsfritaget, og radiostationen Radio24Syv skulle rykke sit hovedkvarter vest for Storebælt.
Den foregående rene Venstreregering (Regeringen Lars Løkke Rasmussen II havde i foråret 2016 nedsat en energikommission med Danfoss' direktør Niels B. Christiansen som formand. Kommissionen skulle udarbejde et oplæg til energi- og klimapolitikken for perioden 2020-2030. I april 2017 fremlagde Energikommissionen sin slutrapport, der lagde op til, hvad den selv kaldte et paradigmeskift i dansk energipolitik. Kommissionen anbefalede, at energipolitikken blev omlagt, så elektricitet fremover skulle blive den energiform, der dækkede behovene for varme, produktion og transport. Samtidig burde den danske klimapolitik internationaliseres, så den blev set i sammenhæng med klimapolitikken i nabolandene og i EU, og den energipolitiske indsats burde markedsgøres, så den i højere grad kom til at foregå på markedsvilkår og blev mere omkostningseffektiv. Blandt andet på baggrund af Energikommissionens rapport indgik regeringen i juni 2018 en energiaftale med alle Folketingets partier, der indebar opførelsen af tre store havvindmølleparker frem mod 2030, lempelser af afgifter på el og elvarme på 2 mia. kr. i 2025 og to puljer til henholdsvis produktion af biogas og til fremme af grøn mobilitet og transport.
I marts 2019 gjorde Folketinget den hidtil midlertidige ordning med borgerforslag permanent.

## Ministre i regeringen
| 1                                                      | Statsminister                                                |  | Lars Løkke Rasmussen     | 28. november 2016 | 27. juni 2019 | Venstre                     | MF                        |
| 2                                                      | Udenrigsminister                                             |  | Anders Samuelsen         | 28. november 2016 | 27. juni 2019 | Liberal Alliance            | MF                        |
| 3                                                      | Justitsminister                                              |  | Søren Pape Poulsen       | 28. november 2016 | 27. juni 2019 | Det Konservative Folkeparti | MF (orlov)                |
| 4                                                      | Finansminister                                               |  | Kristian Jensen          | 28. november 2016 | 27. juni 2019 | Venstre                     | MF                        |
| 5                                                      | Forsvarsminister                                             |  | Claus Hjort Frederiksen  | 28. november 2016 | 27. juni 2019 | Venstre                     | MF                        |
| 6                                                      | Økonomi- og indenrigsminister                                |  | Simon Emil Ammitzbøll    | 28. november 2016 | 27. juni 2019 | Liberal Alliance            | MF                        |
| 7                                                      | Børne- og socialminister                                     |  | Mai Mercado              | 28. november 2016 | 27. juni 2019 | Det Konservative Folkeparti | MF (orlov)                |
| 8                                                      | Minister for udviklingssamarbejde                            |  | Ulla Tørnæs              | 28. november 2016 | 27. juni 2019 | Venstre                     | MEP (tidsubestemt fravær) |
| 9                                                      | Beskæftigelsesminister                                       |  | Troels Lund Poulsen      | 28. november 2016 | 27. juni 2019 | Venstre                     | MF                        |
| 10                                                     | Minister for ligestilling og minister for nordisk samarbejde |  | Karen Ellemann           | 28. november 2016 | 2. maj 2018   | Venstre                     | MF                        |
| 10                                                     | Minister for ligestilling og minister for nordisk samarbejde |  | Eva Kjer Hansen          | 2. maj 2018       | 27. juni 2019 | Venstre                     | MF                        |
| 11                                                     | Udlændinge- og integrationsminister                          |  | Inger Støjberg           | 28. november 2016 | 27. juni 2019 | Venstre                     | MF                        |
| 12                                                     | Energi-, forsynings- og klimaminister                        |  | Lars Christian Lilleholt | 28. november 2016 | 27. juni 2019 | Venstre                     | MF                        |
| 13                                                     | Sundhedsminister                                             |  | Ellen Trane Nørby        | 28. november 2016 | 27. juni 2019 | Venstre                     | MF                        |
| 14                                                     | Minister for offentlig innovation                            |  | Sophie Løhde             | 28. november 2016 | 27. juni 2019 | Venstre                     | MF                        |
| 15                                                     | Skatteminister                                               |  | Karsten Lauritzen        | 28. november 2016 | 27. juni 2019 | Venstre                     | MF                        |
| 16                                                     | Undervisningsminister                                        |  | Merete Riisager          | 28. november 2016 | 27. juni 2019 | Liberal Alliance            | MF                        |
| 17                                                     | Kulturminister og kirkeminister                              |  | Mette Bock               | 28. november 2016 | 27. juni 2019 | Liberal Alliance            | MF                        |
| 18                                                     | Transport-, bygnings- og boligminister                       |  | Ole Birk Olesen          | 28. november 2016 | 27. juni 2019 | Liberal Alliance            | MF                        |
| 19                                                     | Ældreminister                                                |  | Thyra Frank              | 28. november 2016 | 27. juni 2019 | Liberal Alliance            | fhv. MF                   |
| 20                                                     | Miljø- og fødevareminister                                   |  | Esben Lunde Larsen       | 28. november 2016 | 2. maj 2018   | Venstre                     | MF                        |
| 20                                                     | Miljø- og fødevareminister                                   |  | Jakob Ellemann-Jensen    | 2. maj 2018       | 27. juni 2019 | Venstre                     | MF                        |
| 21                                                     | Uddannelses- og forskningsminister                           |  | Søren Pind               | 28. november 2016 | 2. maj 2018   | Venstre                     | MF                        |
| 21                                                     | Uddannelses- og forskningsminister                           |  | Tommy Ahlers             | 2. maj 2018       | 27. juni 2019 | Uden for parti              | -                         |
| 22                                                     | Erhvervsminister                                             |  | Brian Mikkelsen          | 28. november 2016 | 21. juni 2018 | Det Konservative Folkeparti | MF (orlov)                |
| 22                                                     | Erhvervsminister                                             |  | Rasmus Jarlov            | 21. juni 2018     | 27. juni 2019 | Det Konservative Folkeparti | MF (orlov)                |
| Statsministeriet - Regeringen Lars Løkke Rasmussen III |                                                              |  |                          |                   |               |                             |                           |

Noter
1. 1 2 3 4  Den 28. november 2016 blev det varslet, at ministrene Søren Pape Poulsen, Brian Mikkelsen og Mai Mercado ville få orlov fra Folketinget. Den 15. december 2016 blev Orla Østerby indkaldt som suppleant for Søren Pape Poulsen, Brigitte Klintskov Jerkel for Brian Mikkelsen og Anders Johansson for Mai Mercado.
 
De tre ministres orlov gælder kun så længe, at de er ministre.

Brian Mikkelsen nedlagde sine politiske hverv den 21. juni 2018, hvor Rasmus Jarlov afløste ham erhvervsminister. Den 22. juni 2018 indtrådte Brigitte Klintskov Jerkel som ordinært medlem af Folketinget. 

I modsætning til de øvrige konservative ministre fortsatte Rasmus Jarlov som ordinært folketingsmedlem i sommeren 2018. Den 6. september 2018 blev Merete Scheelsbeck dog indkaldt som hans stedfortræder.[28]
2. ↑  Ulla Tørnæs blev minister for uddannelse og forskning den 29. februar 2016. Den samme dag forlod hun Europa-Parlamentet. Den 3. marts 2016 blev mandatet overtaget af Morten Løkkegaard (V). 
Hvis Tørnæs forlader regeringen inden det næste valg til Europa-Parlamentet i maj–juni 2019, så bliver hun automatisk Venstres første suppleant, men hun genindtræder kun i Parlamentet, hvis Jens Rohde (tidligere Venstre) eller Morten Løkkegaard udtræder.  Da Tørnæs ikke kan være sikker på at få pladsen i Europa-Parlamentet tilbage, er hendes fravær fra Parlamentet tidsubestemt.
3. ↑  fra 7. august 2017 minister for fiskeri og ligestilling
4. 1 2  Fiskeriområdet blev 7. august 2017 udskilt fra Miljø- og Fødevareministeriet, efter at miljø- og fødevareminister Esben Lunde Larsen havde modtaget en næse for sin håndtering af sagen om de såkaldte "kvotekonger". Minister for ligestilling og minister for nordisk samarbejde Karen Ellemann overtog herefter ansvaret for fiskeriområdet. Den 2. maj 2018 blev Eva Kjer Hansen minister for fiskeri og ligestilling samt minister for nordisk samarbejde
5. ↑  Senere meldte Tommy Ahlers sig ind i Venstre.

## Regeringsrokader

### Rokaden 2. maj 2018
Søren Pind og Esben Lunde Larsen meddelte 1. maj 2018, at de ville træde tilbage som ministre. Søren Pind ønskede helt at træde ud af politik, og Lunde Larsen vendte tilbage til at være medlem af Folketinget, idet han dog meddelte, at han ikke genopstiller ved næste valg.
Statsminister Lars Løkke Rasmussen valgte i samme omgang at udskifte Karen Ellemann med Eva Kjer Hansen på posten som minister for fiskeri og ligestilling samt nordisk samarbejde. Som afløser for Pind på uddannelses- og forskningsministerposten udpegede han erhvervsmanden Tommy Ahlers, og som afløser for Lunde Larsen på miljø- og fødevareministerposten valgtes Venstres hidtidige politiske ordfører Jakob Ellemann-Jensen.

### Rokaden 21. juni 2018
Brian Mikkelsen meddelte 20. juni 2018, at han havde accepteret et tilbud om at blive formand for erhvervs- og arbejdsgiverorganisationen Dansk Erhverv, og at han forlod dansk politik og dermed sin post som erhvervsminister.. Som direkte afløser valgtes De Konservatives forsvarsordfører Rasmus Jarlov

## Regeringens afgang
Ved udskrivelsen af folketingsvalget 5. juni 2019 havde meningsmålingerne et stykke tid været i oppositionspartierne i rød bloks favør, og undervejs i valgkampen præsenterede Lars Løkke Rasmussen overraskende en ide om at danne en SV-regering bestående af hans eget parti Venstre og det dominerende oppositionsparti Socialdemokratiet. Ideen blev dog under valgkampen kritiseret af både de øvrige regeringspartier og flere andre Venstrepolitikere, og den blev afvist af Socialdemokratiets formand Mette Frederiksen. Ved valget gik de to regeringspartier Venstre og De Konservative frem med henholdsvis ni og seks mandater. Det tredje regeringsparti Liberal Alliance mistede imidlertid ni mandater, herunder partilederen, udenrigsminister Anders Samuelsens mandat i Nordsjællands Storkreds, og regeringens støtteparti fik en vælgermæssig lussing med en tilbagegang fra 37 til 16 mandater. Valgresultatet er blevet tilskrevet, at mange vælgere var utilfredse med udviklingen og de beskedne budgetter for den offentlige sektor i en periode, hvor dansk økonomi var i vækst. Samtidig spillede indvandringstemaet, som havde været afgørende i tidligere valg, ikke længere nogen vigtig rolle, hvilket især gik ud over støttepartiet Dansk Folkeparti. Derfor blev centrum-venstres valgkampsfokus på velfærdsforbedringer, klimapolitik og helhjertet opbakning til Danmark som EU-medlem udslagsgivende.
Dermed var regeringens flertal væk, og dagen efter valget begærede Lars Løkke Rasmussen sin afsked. Regeringen fortsatte som et forretningsministerium, mens Mette Frederiksen indledte forhandlinger med Radikale Venstre, Socialistisk Folkeparti og Enhedslisten om udarbejdelsen af et såkaldt forståelsespapir som grundlag for en ny regering. Den 27. juni 2019 blev Frederiksen udnævnt som statsminister for en rent socialdemokratisk etpartiregering.